# Sida crystallina
Sida crystallina is een watervlooiensoort uit de familie van de Sididae. De wetenschappelijke naam van de soort is voor het eerst geldig gepubliceerd in 1776 door O. F. Müller.